# Mikuláš Bek
Mikuláš Bek (ur. 22 kwietnia 1964 w Šternberku) – czeski muzykolog, nauczyciel akademicki i polityk, rektor Uniwersytetu Masaryka w kadencjach 2011–2015 i 2015–2019, senator, w latach 2021–2023 minister ds. europejskich, od 2023 minister szkolnictwa, młodzieży i sportu.

## Życiorys
W 1986 ukończył studia z zakresu muzykologii na Uniwersytecie Jana Ewangelisty Purkyniego (w 1990 ponownie przemianowanym na Uniwersytet Masaryka). W 1995 doktoryzował się w tej dziedzinie na Uniwersytecie Karola w Pradze, habilitację uzyskał na macierzystej uczelni w 2004. W latach 1986–1999 pracował na praskim uniwersytecie, od 1991 do 2002 był nauczycielem akademickim na Uniwersytecie Palackiego w Ołomuńcu. Od 1999 zawodowo związany z Uniwersytetem Masaryka. W pracy badawczej zajął się zagadnieniami z zakresu socjologii muzyki, historii muzyki współczesnej i analizy muzycznej.
Na Uniwersytecie Masaryka kierował instytutem nauk muzycznych (1999–2004), był redaktorem naczelnym uniwersyteckiego periodyku (2005–2011), prorektorem do spraw współpracy zewnętrznej (2004–2005) oraz do spraw strategii i współpracy zewnętrznej (2005–2011). W 2011 wybrany na rektora tego uniwersytetu, uzyskał następnie reelekcję na drugą czteroletnią kadencję. Powoływany w skład licznych rad naukowych uczelni w Czechach, Uniwersytetu Komeńskiego w Bratysławie czy Muzeum Ziemi Morawskiej. W 2013 został wiceprzewodniczącym Czeskiej Konferencjo Rektorów.
W 2018 wystartował w wyborach do Senatu jako bezpartyjny kandydat z rekomendacji ugrupowania Burmistrzowie i Niezależni i z poparciem innych ugrupowań centroprawicy. Uzyskał mandat członka wyższej izby czeskiego parlamentu, wygrywając w drugiej turze głosowania.
W grudniu 2021 objął stanowisko ministra ds. europejskich w nowo powołanym rządzie Petra Fiali. W maju 2023 w tym samym gabinecie przeszedł na stanowisko ministra szkolnictwa, młodzieży i sportu.